# 金基浩 (編劇)
金基浩（韓語：김기호），韓國電視劇編劇。

## 作品

### 電視劇
- 2013年：tvN《藍色巨塔》
- 2013年：tvN《幻想巨塔》
- 2013年：tvN《藍色巨塔 ZERO》
- 2013年：tvN《藍色巨塔 RETURNS》
- 2013年：SBS《陌生人》
- 2014年：SBS《現代農夫》
- 2016年：SBS《羅青廉議員綁架事件》
- 2018年：JTBC《加油吧威基基》
- 2019年：JTBC《加油吧威基基2》

### 助理編劇作品
- 2001年：MBC《戀人們》
- 2002年：MBC《Non-Stop 3》
- 2002年：SBS《刑警》
- 2004年：MBC《Non-Stop 5》
- 2005年：MBC《你好 Franceska 3》
- 2007年：MBC《泡菜奶酪微笑》

## 外部連結
- NAVER搜索 （页面存档备份，存于）